# Tramvaje KPS série 1–5 (Brno)
Tramvaje KPS série 1–5 jsou typ dvounápravové obousměrné tramvaje, vyrobené podnikem Brünn-Königsfelder Maschinenfabrik Lederer & Porges v Králově Poli v roce 1903 pro Společnost brněnských elektrických pouličních drah. Tyto vozy znamenaly pro brněnskou městskou hromadnou dopravu rozšíření vozového parku elektrické dráhy. Série pěti vozů evidenčních čísel 1–5 navázala na předchozí motorové vozy evidenčních čísel 1–41 z let 1899 a 1900, které pocházely z vagónky ve Štýrském Hradci. Roku 1904 byly dodány dvě obdobné tramvaje č. 6 a 7.

## Historické pozadí
Provoz elektrické dráhy v Brně byl zahájen 21. června 1900. Tehdy byly k dispozici nové vozy z vagónky ve Štýrském Hradci dodané v letech 1899 a 1900. Délka všech tratí převzatých z parní tramvajové dráhy činila 10 274 metrů. Postupně začal být navrhován projekt na rozšíření tramvajové dopravy v Brně, který počítal s výstavbou nových tratí pro pět nových linek. Tento projekt byl realizován v letech 1900–1906, kdy délka tratí vzrostla na 11 933 metrů.
Kvůli vývoji pohonu tramvají na přelomu 19. a 20. století se staly koně pro elektrickou dráhu nepotřebnými a parní lokomotivy se v důsledku znečišťování ovzduší v osobní dopravě přestaly používat. Tehdy vznikla potřeba nahradit je novými vozy s elektrickým pohonem. Brněnské vozy převzaté z parní tramvaje (1884–1900) a z druhé koňské dráhy (1876–1880) mohly sloužit pouze jako vlečné vozy. Proto byly dodány na konci 19. století nové motorové vozy ze Štýrského Hradce, které byly označeny číselnou sérií 1–41. Stávající vozový park i s novými vozy však zcela nedostačoval pro provoz rozšiřujících se linek, a tak byla u podniku Královopolská strojírna Lederer & Porges objednána série pěti tramvají, na kterou navázala dvojice obdobných vozů.

## Konstrukce
Skříň byla obdobná jako u vozů ze Štýrského Hradce, které byly dodány do Brna v letech 1899 a 1900, byla však o něco prostornější, robustnější a těžší. Vozová skříň měla rošt, který tvořily válcované ocelové profily, a dřevěnou kostru, jež byla zvenčí oplechovaná; ve spodní části bočnic se nacházely i dřevěné peřejky. Střecha s nástřeškem byla zhotovena z dřevěných palubek krytých plátnem. Sedadla byla laťková v příčném uspořádání 2+1. Pojezd tvořil dvounápravový podvozek se dvěma motory typu GE 58 o výkonu 25,74 kW (35 ks). Kontroléry B 6-8 měly devět jízdních stupňů a sedm stupňů pro elektrodynamickou brzdu. Odpory byly umístěny pod podlahou vozu. Osvětlení bylo elektrické, včetně čelních návěstních svítilen. Vozy byly dodány původně s tyčovým sběračem s kladkou, později ve třicátých letech 20. století byly nahrazeny lyrovými sběrači. Původně nesly tmavě hnědý nátěr, který byl někdy mezi lety 1906 a 1910 změněn na bílo-červený. Oproti tramvajím ze Štýrského Hradce, jež měly zcela otevřené plošiny, měly královopolské vozy č. 1–5 z výroby instalovaná odnímatelná čelní okna, která ale byla před zařazením do provozu demontována. Během následujících desetiletí provozu všechny tramvaje této série získaly uzavření plošin a uspořádání sedadel v interiéru bylo změněno na podélné.

## Dodávky tramvají
V roce 1903 bylo vyrobeno celkem 5 vozů tohoto typu.
| Současný stát | Město | Článek | Roky dodávek | Počet vozů | Evidenční čísla při dodání | Poznámky | Zdroj |
| ------------- | ----- | ------ | ------------ | ---------- | -------------------------- | -------- | ----- |
| Česko         | Brno  | článek | 1903         | 5          | 1–5                        |          | [ 4 ] |

## Provoz

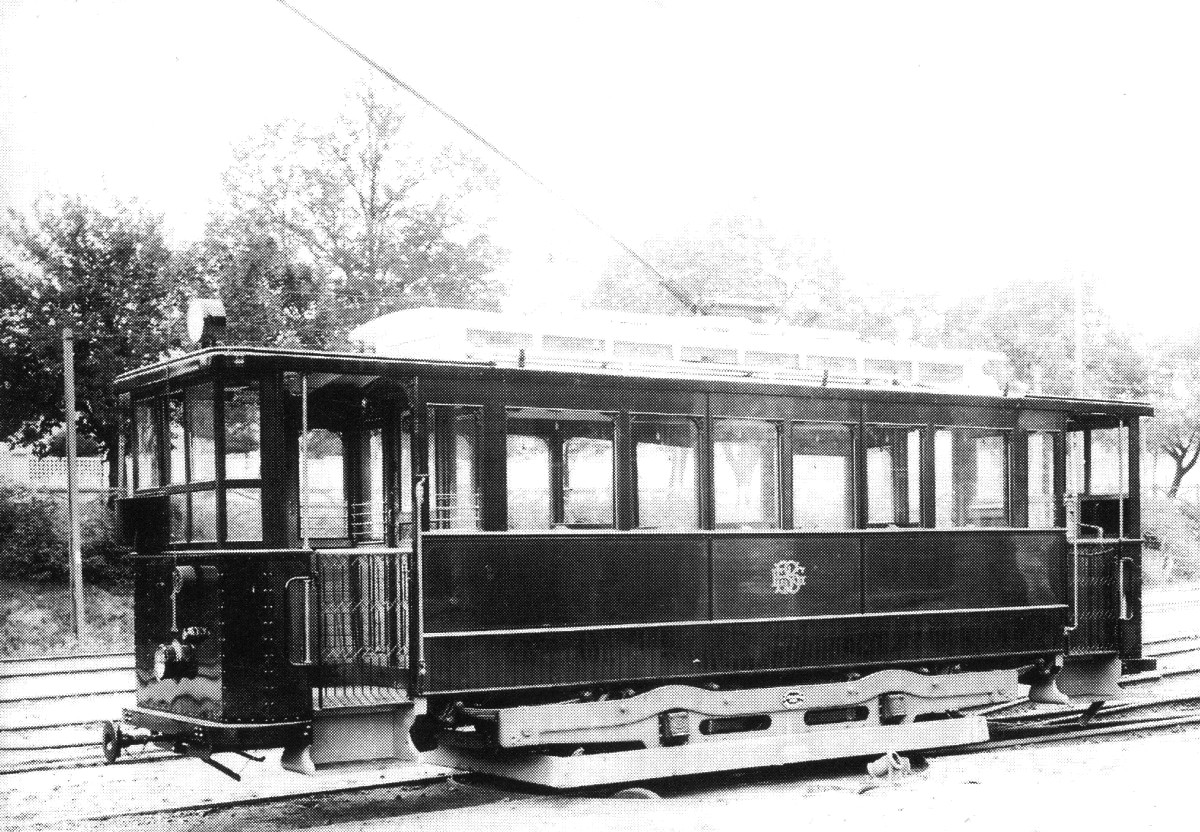
Tramvaj č. 1 krátce po vyrobení v roce 1903 s čelními okny

Pro brněnskou tramvajovou dopravu znamenaly tyto tramvaje zvýšení komfortu přepravy a snížení znečištění ovzduší. Dodány a zprovozněny byly v roce 1903, kdy získaly číselnou sérii 1–5 (původní štýrskohradecké tramvaje č. 1–5 byly přečíslovány na 42–46). Většina vozů této série byla z důvodu menší kapacity a stáří odstavena v roce 1930; v osobním provozu zůstala pouze tramvaj č. 5, zbylé přešly do služebního stavu. Po roce 1939 byly vozy č. 1, 3 a 4 vráceny do osobní dopravy z důvodu přesměrování veškeré výroby na těžký průmysl, zejména na zbrojení německé nacistické armády, kvůli čemuž nebylo možné uskutečnit žádné dodávky nových tramvají. Tehdy jezdily převážně na lince 5. Po skončení druhé světové války byly mezi služební přeřazeny vozy č. 1 a 5, takže v osobní dopravě zůstaly pouze tramvaje č. 3 a 4. V roce 1950 došlo k hromadnému přečíslování tramvají: osobní vozy č. 3 a 4 získaly nová čísla 1 a 2, služební č. 1, 2 a 5 čísla 500–502. V běžném provozu se oba poslední vozy této série udržely až do roku 1954, kdy byly poslední vyřazeny v důsledku poslední dodávky tramvají typu 4MT.
Služební tramvaje byly v roce 1963 přečíslovány na řadu 800. Nová čísla získaly tramvaje č. 501 a 502, zatímco vůz č. 500 byl odstaven pro možné muzejní využití. Roku 1964 byl vyřazen služební vůz č. 801 a jako poslední z této série dojezdil roku 1967 i vůz č. 802 (původně č. 5), jehož podvozek byl následně využit pro renovaci tramvaje č. 6 (ze série 6–7).
V roce 1964 byl odstavený vůz č. 500 věnován Dopravním podnikem města Brna Technickému muzeu v Brně, tramvaj však nadále zůstala odstavená ve vozovně Pisárky v posledním provozním stavu. Vzhledem k přípravám na oslavy 100. výročí brněnské městské hromadné dopravy, které měly proběhnout v roce 1969, byla tramvaj č. 500 vrácena zpět Dopravnímu podniku, který ji během první poloviny roku 1969 renovoval do téměř původního stavu z let 1903–1906 s číslem 1; výjimkou byl pouze lyrový sběrač osazený ve třicátých letech (původní tyčový sběrač s kladkou získala tramvaj roku 1989) a podélné uspořádání sedadel. Vůz č. 1 byl, společně s ostatními do té doby renovovanými tramvajemi, předán v roce 1971 Technickému muzeu, které jej zařadilo do své vznikající sbírky vozidel MHD.